# Francisco de Álava y Nureña
Francisco de Álava y Nureña (1567 – 1625) è stato un militare spagnolo, cognato del Governatore Reale del Cile, Pedro Osores de Ulloa. Divenne a sua volta governatore ad interim del Regno del Cile per scelta dello stesso Osores, sul letto di morte nel settembre 1624.

## Biografia
Dopo aver saputo della morte di Osores e della temporanea nomina di Álava, il viceré del Perù, Diego Fernández de Córdoba, decise di sostituirlo col nipote Luis Fernández de Córdoba y Arce, sperando che egli avrebbe mostrato le proprie qualità militari nel corso della guerra di Arauco. Córdoba prese il posto di Álava nel maggio del 1625.